# Ángela Figueroa
Ángela María Figueroa Palacios (* 28. Juni 1984 in Bogotá) ist eine kolumbianische Mittel- und Langstrecken- sowie Hindernisläuferin.

## Sportliche Laufbahn
Erste internationale Erfahrungen sammelte Ángela Figueroa bei den Juniorensüdamerikameisterschaften 2003 in Guayaquil, bei denen sie die Silbermedaille über 3000 m Hindernis gewann und über 1500 Meter Platz sieben belegte. Bei den Panamerikanischen Juniorenmeisterschaften in Bridgetown gewann sie über 3000 Meter und 2000 Meter Hindernis die Bronzemedaille. Ein Jahr später gewann sie bei den U23-Südamerikameisterschaften in Barquisimeto die Bronzemedaille im Hindernislauf und belegte über 1500 Meter Platz fünf. 2005 belegte sie bei den Südamerikameisterschaften in Cali den fünften Platz über 1500 Meter sowie Platz vier im Hindernislauf. Daraufhin gewann sie bei den Juegos Bolivarianos in Armenia die Silbermedaille im Hindernislauf sowie die Bronzemedaille über 1500 Meter. 2006 gewann sie bei den U23-Südamerikameisterschaften in Buenos Aires, die zugleich die Südamerikaspiele darstellten, die Goldmedaille im Hindernislauf.
2007 gewann sie bei den Südamerikameisterschaften in São Paulo die Silbermedaille im Hindernislauf. Anschließend belegte sie bei den Panamerikanischen Spielen in Rio de Janeiro in dieser Disziplin den sechsten Platz. 2008 gewann sie die Bronzemedaille bei den Ibero-amerikanischen Meisterschaften in Iquique und gewann bei den Zentralamerika- und Karibikmeisterschaften in Cali die Goldmedaille über 3000 m Hindernis. 2009 folgte der Gewinn der Silbermedaille bei den Südamerikameisterschaften in Lima. Zudem konnte sie ihren Lauf über 5000 Meter nicht beenden. Anschließend gewann sie bei den Zentralamerika- und Karibikmeisterschaften in Havanna die Goldmedaille, wie auch bei den Juegos Bolivarianos in Sucre. 2010 gewann sie bei den Crosslauf-Südamerikameisterschaften in Guayaquil die Silbermedaille im Einzelrennen über 8 Kilometer. Bei den Ibero-amerikanischen Meisterschaften in San Fernando belegte sie den fünften Platz im Hindernislauf und gewann in dieser Disziplin die Silbermedaille bei den Zentralamerika- und Karibikspielen in Mayagüez.
Bei den Crosslauf-Südamerikameisterschaften in Asunción belegte sie den fünften Rang. Bei den Südamerikameisterschaften in Buenos Aires gewann Figueroa die Goldmedaille im Hindernislauf und belegte Platz sechs über 10.000 Meter. Sie qualifizierte sich damit auch für die Weltmeisterschaften in Daegu, bei denen sie mit 10:06,00 min in der ersten Runde ausschied. Darauf anschließend gewann sie bei den Panamerikanischen Spielen in Guadalajara die Silbermedaille. 2012 belegte sie bei den Ibero-amerikanischen Meisterschaften in Barquisimeto den sechsten Platz über 5000 Meter und qualifizierte sich im Hindernislauf für die Olympischen Spiele in London, bei denen sie mit 10:25,60 min im Vorlauf ausschied.
2013 gewann sie die Bronzemedaille über 5000 Meter bei den Südamerikameisterschaften in Cartagena. Zudem gewann sie bei den Juegos Bolivarianos in Trujillo die Silbermedaille im Hindernislauf. 2014 gewann sie über diese Distanz die Goldmedaille bei den Südamerikaspielen in Santiago de Chile und belegte über 5000 Meter den vierten Platz. Bei den Ibero-amerikanischen Meisterschaften in São Paulo erreichte sie den achten Platz. Anschließend gewann sie bei den Zentralamerika- und Karibikspielen in Xalapa die Goldmedaille im 3000-Meter-Hindernislauf und belegte über 5000 Meter den fünften Platz. 2015 belegte sie bei den Südamerikameisterschaften in Lima den vierten Platz. 2016 erfolgte die Teilnahme an den Halbmarathon-Weltmeisterschaften in Cardiff, bei denen sie den 47. Rang erreichte. 2017 gewann sie bei den Südamerikameisterschaften in Luque die Bronzemedaille über 5000 Meter und belegte über 10.000 Meter den vierten Platz. Im November gewann sie bei den Juegos Bolivarianos in Santa Marta den fünften Platz über 10.000 Meter.
Bisher wurde sie fünf Mal kolumbianische Meisterin im Hindernislauf sowie 2017 Meisterin über 5000 Meter.

## Persönliche Bestleistungen
- 800 Meter: 2:20,28 min, 10. Oktober 2014 in Cartagena
- 1500 Meter: 4:33,27 min, 14. Mai 2010 in Cali
- 3000 Meter: 9:43,02 min, 30. Juni 2010 in Cáceres
- 5000 Meter: 16:08,43 min, 19. April 2013 in Walnut
- 10.000 Meter: 34:22,45 min, 5. Juni 2011 in Buenos Aires
- 3000 m Hindernis: 9:42,71 min, 20. Mai 2012 in Rio de Janeiro (Kolumbianischer Rekord)
- Halbmarathon: 1:14:46 h, 26. März 2016 in Cardiff
- Marathon: 2:40:17 h, 17. April 2016 in Hamburg